# Los del Río
Los del Río (phát âm tiếng Tây Ban Nha: [ˈlos ðel ˈri.o], "Những người đến từ dòng sông"), còn được gọi là Del Rios, là bộ đôi nhảy và nhạc pop Latin người Tây Ban Nha. Bộ đôi được thành lập vào năm 1962 bởi Antonio Romero Monge (sinh 17 tháng 2 năm 1940) và Rafael Ruíz Perdigones (sinh 10 tháng 11 năm 1938). Họ được biết đến nhiều nhất với đĩa đơn "Macarena", được phát hành lần đầu vào năm 1993. Bài hát đã trở thành một thành công trên toàn thế giới sau khi được phối lại bởi Bayside Boys vào năm 1995.

## Sự nghiệp
Đĩa đơn "Tengo, tengo" được phát hành vào ngày 18 tháng 2 năm 1996 và xuất hiện vào cuối năm đó trong album Fiesta Macarena. Nhóm cuối cùng đã phát hành sáu album: A mí me gusta, Macarena Non Stop, Fiesta Macarena, Colores, Rio y Guestano và Alegria y cosabuena. Năm trong số các album có phiên bản "Macarena", với các phong cách và bản phối lại khác nhau.
Vì thành công đáng kể trên toàn thế giới, thị trấn quê hương Dos Hermanas đã đặt tên cho một hội trường âm nhạc thành phố mới, Anfiteatro Los del Río, theo họ.
Một bài hát nổi tiếng khác của Los del Río là "Sevilla tiene un color đặc biệt", được xuất hiện nổi bật trong bộ phim thành công của Tây Ban Nha Ocho apellidos vascos .

## Danh sách đĩa nhạc

### Album
| 1993                        | A mí me gusta         | —  | 20 | 6 |
| 1994                        | Calentito             | —  | —  | — |
| 1995                        | Macarena Non Stop     | 41 | 1  | 1 |
| 1996                        | Colores               | —  | —  | — |
| 1997                        | Fiesta Macarena       | —  | —  | — |
| 1999                        | Baila                 | —  | —  | — |
| 2003                        | Río de sevillanas     | —  | —  | — |
| 2004                        | P'alante              | —  | —  | — |
| 2008                        | Quinceañera Macarena  | —  | —  | — |
| 2011                        | Retrato a Sevilla     | —  | —  | — |
| 2012                        | Vámonos que nos vamos | —  | —  | — |
| "—" không có trong biểu đồ. |                       |    |    |   |

### Đĩa đơn
| Năm                                                                   | Đĩa đơn                                 | Vị trí cao nhất trên bảng xếp hạng | Vị trí cao nhất trên bảng xếp hạng | Vị trí cao nhất trên bảng xếp hạng | Vị trí cao nhất trên bảng xếp hạng | Vị trí cao nhất trên bảng xếp hạng | Vị trí cao nhất trên bảng xếp hạng | Giấy chứng nhận (mức bán hàng) | Album                         |
| Năm                                                                   | Đĩa đơn                                 | AUS                                | UK                                 | US                                 | US Adult                           | US Latin                           | US Pop                             | Giấy chứng nhận (mức bán hàng) | Album                         |
| --------------------------------------------------------------------- | --------------------------------------- | ---------------------------------- | ---------------------------------- | ---------------------------------- | ---------------------------------- | ---------------------------------- | ---------------------------------- | ------------------------------ | ----------------------------- |
| 1995                                                                  | "Macarena"                              | —                                  |                                    | 23                                 | —                                  | 12                                 | —                                  |                                | A mí me gusta                 |
| 1995                                                                  | "Macarena" (Bayside Boys Mix)           | 1                                  | 2                                  |                                    | 19                                 | 1                                  | 5                                  | US: 4× Platinum                | Fiesta Macarena               |
| 1996                                                                  | "Macarena Christmas"                    | 5                                  | —                                  | 57                                 | —                                  | —                                  | —                                  |                                | Đĩa đơn không nằm trong album |
| 1999                                                                  | "Baila Baila"                           | —                                  | —                                  | —                                  | —                                  | —                                  | —                                  |                                | Đĩa đơn không nằm trong album |
| 2008                                                                  | "Macarena (The Art of Sound Group Mix)" | —                                  | —                                  | —                                  | —                                  | —                                  | —                                  |                                | Quinceañera Macarena          |
| 2009                                                                  | "Mi Gitana" (với The D.E.Y.)            | —                                  | —                                  | —                                  | —                                  | —                                  | —                                  |                                | Quinceañera Macarena          |
| "—" không có trong biểu đồ hoặc không được phát hành tại quốc gia đó. |                                         |                                    |                                    |                                    |                                    |                                    |                                    |                                |                               |